# Susanne Klatten

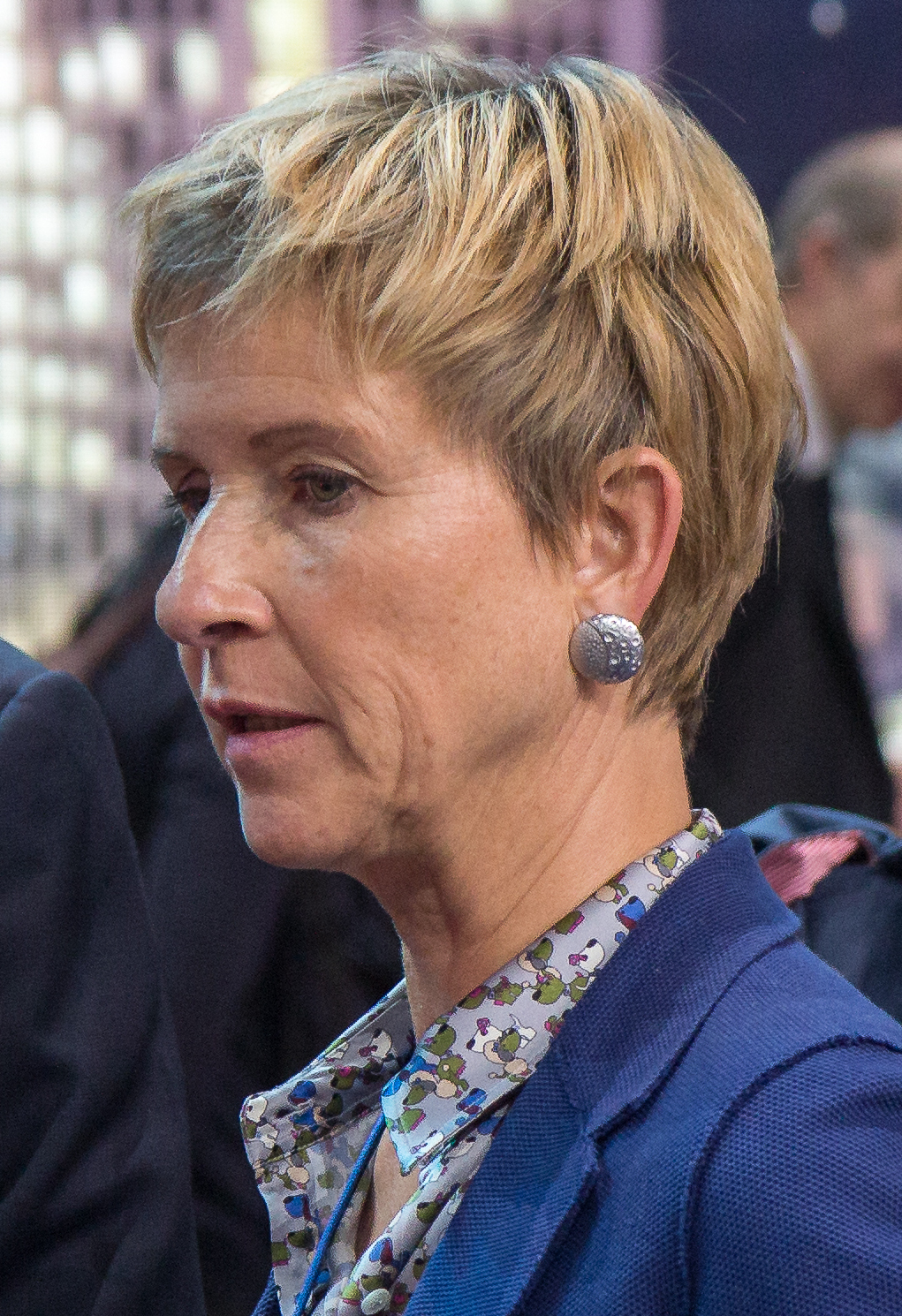

Susanne Klatten (tên khai sinh Susanne Hanna Ursula Quandt) sinh ngày 28 tháng 4 năm 1962 tại Bad Homburg vor der Höhe, Đức. Susanne, con gái của Herbert Quandt và Johanna Quandt, là người phụ nữ giàu nhất nước Đức (2011: 14,6 tỷ đô la Mỹ).

## Khái quát
Bà Klatten, nữ thừa kế tập đoàn xe hơi BMW danh tiếng của Đức, người giàu thứ 57 trên thế giới, vốn là một doanh nhân khá đứng đắn và không thích thu hút sự chú ý của dư luận.

## Vụ hăm dọa tống tiền
Vào Thứ Hai, 9 tháng 3 năm 2009, một người Thụy Sĩ ra hầu tòa ở München vì các cáo buộc quyến rũ, lừa đảo và âm mưu tống tiền Susanne Klatten. Helg Sgarbi, lúc này 44 tuổi, có thể phải đối mặt với án phạt 15 năm tù giam nếu bị kết tội phạm những tội ác chống lại bà Klatten và 6 phụ nữ khác. Theo các công tố viên, Sgarbi đã hăm dọa tống tiền một loạt phụ nữ giàu có khắp châu Âu, kể cả một nữ bá tước lớn hơn anh ta 50 tuổi.
Vận đen bắt đầu bám đuổi Sgarbi khi anh ta quay lại cảnh quan hệ tình dục với bà Klatten tại một phòng khách sạn Holiday Inn, rồi đe dọa gửi đoạn băng đó tới ban giám đốc BMW cũng như chồng của người tình nếu bà không đưa cho anh ta 49 triệu Euro. Trong một bức thư tống tiền gửi bà Klatten, Sgarbi viết: "Trong khi nguy cơ đối với bà rất cao, các rủi ro đối với tôi không đáng kể".
Bất chấp sự bẽ mặt mà mình buộc phải gánh chịu, bà Klatten đã tới thẳng chỗ cảnh sát để trình báo vụ việc. Cảnh sát Đức đã bắt giữ Sgarbi tại một trạm sửa chữa xe cạnh đường xa lộ hồi tháng 1 năm 2009. Các điều tra viên cảnh sát miêu tả Sgarbi là một người ăn nói ngọt ngào và biết chính xác phải làm gì để giành được sự tin tưởng của những phụ nữ mà anh ta muốn tán tỉnh. Sgarbi nói với họ rằng, anh ta là một "đại diện đặc biệt của Thụy Sĩ tại các khu vực khủng hoảng", điều khiến anh ta dễ dàng rời bỏ những người tình mà không cần giải thích nhiều.
Một phụ nữ đã mua nhẫn cưới sau khi được Sgarbi ngỏ lời cầu hôn, trong khi một người khác đã đứng tên vay cho anh ta một khoản tiền trị giá hàng triệu Euro với lãi suất cao. Tuy nhiên, bà Klatten - người mà tạp chí Forbes đánh giá là đang sở hữu số tài sản trị giá tới 7,8 tỉ Euro - được coi là "giải thưởng chinh phục lớn nhất" của Sgarbi.

## Nạn nhân của hành trình phạm tội
Sgarbi gặp bà Klatten lần đầu tiên tại một khu nghỉ dưỡng đặc biệt ở Innsbruck vào tháng 7 năm 2007 và bắt đầu mối quan hệ tình cảm với nữ thừa kế tập đoàn BMW ở miền nam nước Pháp một tháng sau đó. Về sau, hai người đã hẹn hò thân mật tại khách sạn Holiday Inn - nơi Sgarbi hoặc một tòng phạm của anh ta đã đặt máy quay lại cảnh quan hệ tình dục.
Theo các điều tra viên, đến tháng 9 năm 2007, bà Klatten bị Sgarbi lừa phỉnh rằng anh ta đã đâm trọng thương một cô gái trong một vụ tai nạn ở Florida và rất cần 7 triệu Euro để bồi thường cho gia đình nạn nhân. Anh ta hứa sẽ trả lại số tiền đó nếu được bà Klatten giúp đỡ. Bà Klatten khai với cảnh sát rằng, bà đã trao số tiền gồm 14.000 tờ 500Euro đựng trong một hộp các-tông cho Sgarbi tại nhà để xe của khách sạn Holiday Inn.
Sgarbi sau đó đã tìm cách thuyết phục bà mẹ của 3 đứa con bỏ chồng để theo anh ta cũng như đề nghị bà bỏ 290 triệu Euro vào một quỹ ủy thác để tài trợ cho cuộc sống chung sau này giữa họ. Tuy nhiên, bà Klatten đã kết thúc mối quan hệ với Sgarbi, khi anh ta đòi được trả 49 triệu Euro nếu không muốn bị công bố đoạn băng ghi cảnh phòng the giữa hai người.
Nếu Sgarbi thừa nhận tội, phiên tòa xử anh ta dự kiến sẽ kết thúc nhanh chóng. Ngược lại, nếu Sgarbi giữ im lặng, bà Klatten cùng 6 người phụ nữ được cho là nạn nhân lừa đảo của anh ta, sẽ được triệu ra tòa làm chứng.

Sgarbi bị tòa án München vào ngày 9 tháng 3 năm 2009 kết án tù 6 năm với tội lừa đảo và tống tiền.

## Quá khứ gia đình
Một chương trình của phát ngôn viên Đức, ARD, trong tháng 10 năm 2007 mô tả chi tiết vai trò của các doanh nghiệp gia truyền Quandt trong thời gian Chiến tranh thế giới thứ hai. Kết quả là bốn thành viên trong gia đình đã công bố, thay mặt cho toàn bộ gia đình Quandt, lý lẽ của họ để góp quỹ vào một dự án nghiên cứu, và một nhà nghiên cứ lịch sử sẽ xem xét các hoạt động của gia tộc trong thời gian cầm quyền của Adolf Hitler.